# FIBA 유럽 컵
FIBA 유럽 컵(FIBA Europe Cup, FEC)은 자격을 갖춘 유럽 클럽을 위해 국제 농구 연맹(FIBA)이 주최하는 연례 프로 클럽 농구 대회이다. FIBA 유럽의 2단계 대회이다. 클럽은 주로 내셔널 리그 및 컵 대회에서의 성적을 기준으로 자격을 부여 받지만 이것이 유일한 결정 요인은 아니다. 승자는 2차전 결승전으로 결정된다.
이 리그는 FIBA 유로챌린지를 대체하기 위해 2015년에 창설되었다.

## 같이 보기
- 유로리그